# Pianji (socken i Kina, lat 29,76, long 83,61)
Pianji (kinesiska: 偏吉, 偏吉乡) är en socken i Kina. Den ligger i den autonoma regionen Tibet, i den sydvästra delen av landet, omkring 730 kilometer väster om regionhuvudstaden Lhasa. Antalet invånare är 1 706. Befolkningen består av 813 kvinnor och 893 män. Barn under 15 år utgör 30 %, vuxna 15-64 år 64 %, och äldre över 65 år 5,0 %.
Genomsnittlig årsnederbörd är 493 millimeter. Den regnigaste månaden är juli, med i genomsnitt 108 mm nederbörd, och den torraste är november, med 13 mm nederbörd.